# Зиким

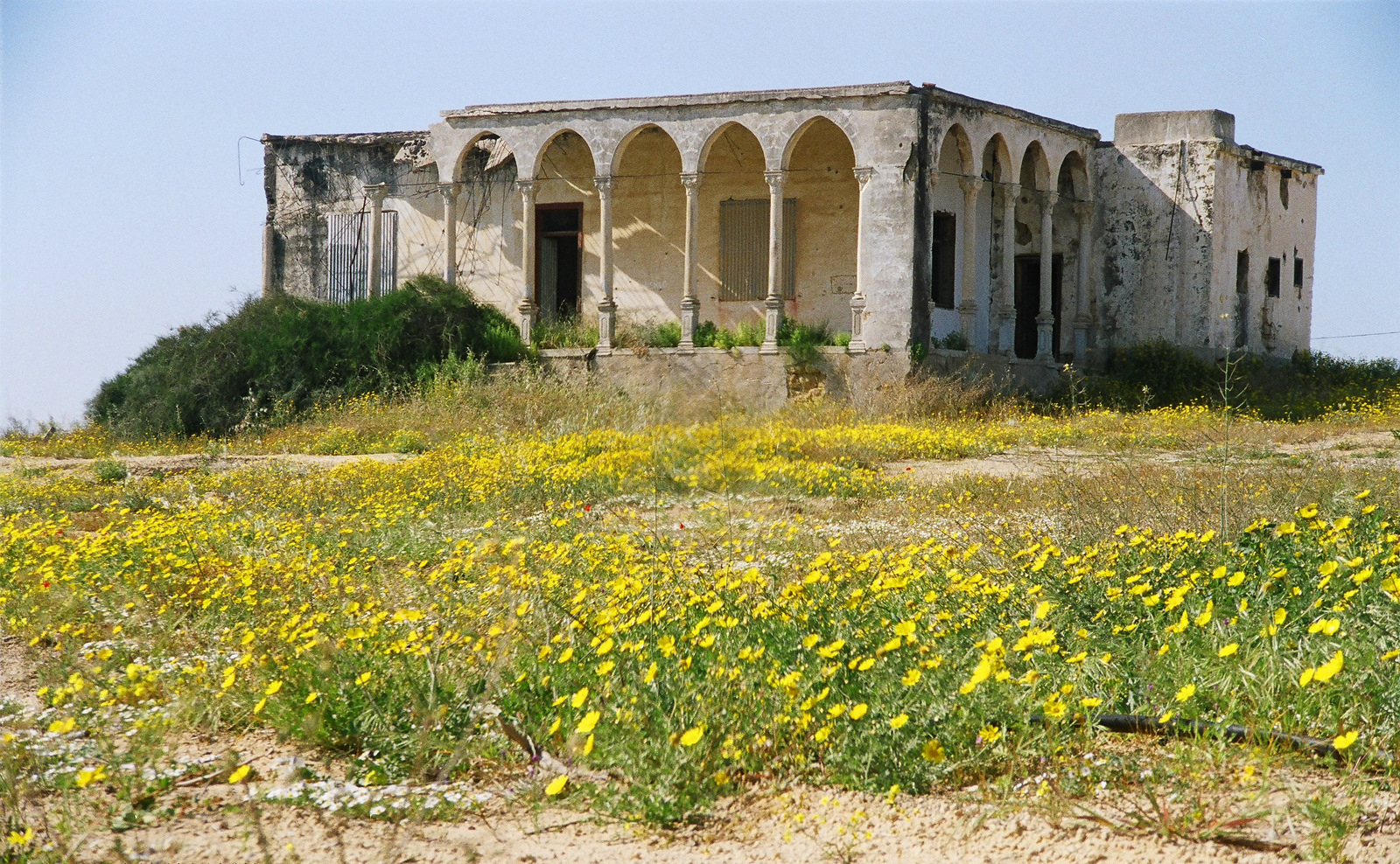
Старый дом на холме над кибуцем

Зиким (ивр. זִיקִים‎) — кибуц на юге Израиля, относящийся к региональному совету Хоф-Ашкелон. Рядом с ним находятся водохранилище Сикамор, Кармия, лагерь Зиким и пляж Зиким.

## История
Кибуц был основан в 1949 году группой румынских евреев, воспитанников молодёжного движения «Ха-шомер ха-цаир» на земле, где ранее была обезлюдевшая деревня Хирибья.
В то время еврейское поселение в Негеве было очень редким, и каждое новое место считалось «точкой света» (зик) в пустыне. Михаэль Хар-Сегор, профессор, позже ставший израильским историком, придумал это имя, находясь в заключении в Румынии за свою деятельность в «Ха-шомер ха-цаир». Он говорит, что перевел на иврит цитату, ошибочно приписываемую им Пушкину: «Из искры возгорится пламя».
Зиким привлёк членов «Ха-шомер ха-цаир» со всего мира, в недавнем прошлом и из Южной Америки. Британский актёр Боб Хоскинс, хотя и не являлся евреем, но в 1967 году работал волонтёром в Зикиме.
В 2006 году ракета «Кассам», выпущенная с севера Газы, попала в фабрику по производству матрасов в Зикиме. Террористическая организация «Исламский джихад» взяла на себя ответственность за акт террора. В июле 2014 года пятеро вооруженных палестинцев попытались проникнуть в Израиль через пляж кибуца Зиким. Все они были убиты успешно ликвидированы ЦАХАЛом.
Во время войны между Израилем и ХАМАСом в 2023 году террористическая организация ХАМАС атаковала кибуц Зиким и убила 10-15 мирных жителей, 7 солдат и оставила десятки ранеными в резне на пляже Зиким.

## Население
По данным Центрального статистического бюро Израиля, население на начало 2020 года составляло 852 человека.

## Экономика
Основные сельскохозяйственные культуры — манго и авокадо. Зиким также управляет одной из крупнейших молочных ферм Израиля. Основным промышленным продуктом является полиуретан, производимый кибуцным заводом «Полирит».

## Система обучения
В системе образования кибуца действуют ясли, детский сад, кружок садоводства и обязательный детский сад. С 1-го по 12-й классы дети посещают региональные школы Яд-Мордехая. Система образования в Зикиме действует круглый год как для детей, живущих в Зикиме, так и для детей из окрестностей.